# Orientospilus melasma
Orientospilus melasma är en stekelart som beskrevs av Henry Keith Townes, Jr. 1971. Orientospilus melasma ingår i släktet Orientospilus och familjen brokparasitsteklar. Inga underarter finns listade i Catalogue of Life.